# Tiricsmir
A Tiricsmir a Hindukus hegység legmagasabb hegycsúcsa (7708 m). A pakisztáni Haibar-Pahtúnhva tartományban található. Először egy norvég expedíció tagjai mászták meg 1950-ben.
A hegy a Chitral nevű város fölé magasodik, Afganisztánból is lehet látni. Egy helyi legenda szerint lehetetlen megmászni a hegyen lakó természetfeletti lények miatt. Szinte minden évben történik halálos baleset a hegy megmászása közben. A turisták gyakran esnek mély hasadékokba, a holttestjeik nem kerülnek elő.
A Tirics falu az  utolsó település a hegy elérése előtt. A helyi lakosság a khovar nyelvet beszéli, közülük alkalmaznak teherszállítót, túravezetőt a hegyre vezető úton.